# イフニ戦争
 

北アフリカへのスペインの関与を示す地図

イフニ戦争（イフニせんそう）は、スペインで忘れられた戦争（スペイン語: la Guerra Olvidada）とも呼ばれ、1957年10月に始まったモロッコの反乱軍によるスペイン領西アフリカへの一連の武力侵攻であり、シディ・イフニの包囲失敗で最高潮に達した。
この戦争は、20世紀後半にアフリカを席巻した脱植民地化の動きの一部ともいえるが、フランスとの対立に縛られず、スペインからの独立に大きな資源と人員を投入したモロッコ解放軍の一部が中心となって行われたものである。

## 原因
シディ・イフニ市は1860年にスペイン帝国に編入された。その後数十年にわたるフランスとスペインの協力関係により、シディ・イフニの南側にスペインの保護領が設立・拡大され、1884年のベルリン会議ではスペインの影響力が国際的に認められました。1946年、この地域の沿岸部と内陸部の植民地は、スペイン領西アフリカとして統合された。
1956年、モロッコがフランスとスペインから独立すると、スペインがモロッコに残した植民地は歴史的、地理的にすべてモロッコ領であると主張し、強い関心を示すようになった。スルタン・モハメッド5世は、イフニをモロッコに返還するために、スペイン人、モロッコ人、地元のベルベル人の反乱軍に個人的に資金を提供し、この地の再奪取を奨励した。

## 勃発
1957年4月10日、イフニでスペイン支配に対する激しいデモが起こり、その後内戦が始まり、スペインに忠誠を誓う人々が広く殺害されるようになった。これに対してフランコ将軍は、6月にスペインの精鋭戦闘部隊であるスペイン軍団の2個大隊をサギア・エル・ハムラのエル・アアイウンに派遣した。
スペインの軍事動員により、モロッコ王国軍はイフニ近郊に集結した。1957年10月23日、シディ・イフニ郊外の2つの村、グーリミンとブイザカルネが1500人のモロッコ兵（ムジャヒディン）に占領された。
イフニの包囲は、イフニ戦争の始まりだ。敵対行為が始まる前に、さらに2つの軍団大隊がスペインのサハラに到着した。

### イフニの襲撃
11月21日、イフニにいたスペイン情報部は、タフラウトを拠点とするモロッコ人による攻撃が迫っていることを報告した。2日後、スペインの通信回線は切断され、2000人のモロッコ人部隊がイフニとその周辺のスペイン軍守備隊と武器庫を襲撃した。
モロッコ軍のシディ・イフニへの侵攻は容易に撃退されたが、近くの2つのスペイン拠点は敵の攻撃を受けて放棄され、他の多くの拠点も厳しい包囲下に置かれたままであった。

#### ティルイン
ティリウインでは、60人のティラドール・デ・イフニ（スペイン人将校と専門家による現地採用の歩兵）が、数百人のモロッコ人部隊を阻止するのに苦労していた。11月25日、救援の試みが許可された。5機のCASA 2.111爆撃機（ハインケルHe111のスペイン製）が敵の陣地を爆撃し、同数のCASA 352輸送機（ユンカースJu52/3mのスペイン製）が75人の空挺部隊を前哨基地に降下させたのである。
12月3日、スペイン軍第6大隊（VIバンデラ）の兵士が到着し、包囲を突破して飛行場を奪還した。その後、すべての軍人と民間人は陸路でシディ・イフニに避難させられた。

#### テラタ
テラタ（Telata）の救援はあまりうまくいかなかった。11月24日にシディ・イフニを古いトラック数台で出発したオルティス・デ・サラテ大尉率いるスペイン軍団空挺部隊の1小隊は、困難な地形をゆっくりと進んでいった。この問題はモロッコ人の頻繁な待ち伏せによってさらに悪化し、翌日には数人が負傷し、スペイン軍を道から追い出すことになった。11月26日、食料が底をついた。スペイン軍は弾薬を失い、前進を再開したが、敵の度重なる攻撃に再び立ち往生することになった。
食糧は空から投下されたが、スペイン人の死傷者は後を絶たない。死者の一人はオルティス・デ・サラテ大尉であった。12月2日、歩兵の隊列がモロッコの戦線を突破し、その中にかつてのテラタの守備隊が含まれており、敵を追い払った。落下傘部隊の生き残りは、12月5日に再びシディ・イフニに到着した。中隊は死者2名、負傷者14名を出した。

### シディ・イフニの包囲
モロッコの最初の攻撃はおおむね成功していた。 2週間の間に、モロッコ人とその部族の同盟国はイフニの大部分を支配し、内陸のスペイン軍ユニットを首都から隔離した.スペイン領サハラ全域で同時攻撃が開始され、守備隊を制圧し、船団やパトロールを待ち伏せした。
その結果、モロッコ軍は物資を補給して大幅に強化し、シディ・イフニを包囲して民衆の反乱を誘発しようとした。しかし、モロッコ軍はスペインの防衛力の強さを過小評価していた。スペイン海軍が海から補給し、何キロにもわたる塹壕と前線基地によって守られたシディ・イフニは、12月9日までに7,500人の守備隊を擁して難攻不落を証明した。1958年6月まで続いた包囲戦は、スペインとモロッコがサハラ砂漠の戦いに資源を集中させたため、何事もなく比較的無血開城となった。

### エドケラの戦い
1958年1月、モロッコは、スペイン領内の全軍を「サハラ砂漠解放軍」として再編成し、スペイン作戦に再び力を注いだ。
1月12日、サハラ砂漠解放軍の一個師団はエルアイアンのスペイン軍守備隊を攻撃した。スペイン軍に撃退され、撤退を余儀なくされた軍は、南東に努力を傾けた。翌日、第13軍団大隊の2個中隊が偵察任務を行っていたエドチェラで、またもやチャンスが訪れた。スペイン軍陣地近くの大きな砂丘に人知れず潜り込み、モロッコ軍は発砲した。
待ち伏せされた軍団は、迫撃砲と小銃の攻撃で攻撃をしのぎながら、結束を保つのに苦労した。第1小隊はモロッコ軍を頑なに拒み続け、大きな損害を受け撤退を余儀なくされた。血みどろの攻撃は日没まで続き、スペイン軍は激しく抵抗し、多くの犠牲を出した。日暮れまでにモロッコ軍は散り散りになり、兵力も尽きて攻撃を続けることができなくなり、暗闇の中に退却していった。

### スペイン領サハラのクリアランス
1958年2月、フランスとスペインの連合軍はモロッコ解放軍を解体するための攻勢を開始した。フランスとスペインは、150機の共同航空隊を展開した。スペインは9000人、フランスは5000人である。
最初に陥落したのは、タンタンにあるモロッコの山岳要塞でした。上空からの爆撃と下からのロケット弾により、解放軍は150名の死者を出し、陣地を放棄した。
2月10日、自動車化されたグループに編成された第4、第9、および第13スペイン軍団大隊がモロッコ人をエドチェラから追い出し、タフルダットとスマラに前進した。
エル アアイウンのスペイン軍はグーロー砦のフランス軍と協力して 2 月 21 日にモロッコ軍を攻撃し、ビル ナザランとオーセルトの間に集中していたサハラ解放軍を破壊した。

## 結果
1958年4月2日、スペインとモロッコの政府は、この地域の大きな湾にちなんで名付けられたアングラ・デ・シントラ条約に署名した。
モロッコは、ドラー川と緯度27度40分の間にあるタルファヤとイフニの地域を獲得した（ただし、法的には、モロッコはスペイン領サハラの植民地を除いて、1969年に領土を完全に支配したにすぎない）。
スペインは1969年までイフニを領有し続けたが、国際的な圧力（1965年の国連決議2072号）により、モロッコに返還した。スペインは1975年の「緑の行進」をきっかけにモロッコ、モーリタニアとマドリード協定を結ぶまでスペイン領サハラを支配していたが、1976年に撤退し、西サハラはモロッコとモーリタニアに分割された。